# Productida
Productida (Продуктиды) — вымерший отряд плеченогих (Брахиоподы) из вымершего класса Strophomenata (подтип Rhynchonelliformea).
Продуктиды жили в силуре — перми. Раковина с выпуклой брюшной и плоской или вогнутой спинной створками, размером до 25 см. На поверхности раковины имелись полые иглы. На спинной створке с внутренней стороны — следы прикрепления длинных выростов тела — «рук», лишённых специальных скелетных образований. Продуктиды прикреплялись ко дну или лежали на дне. Имеют большое значение для стратиграфии палеозойских отложений.
Представители Productida впервые появились в силурийском периоде . Они представляли собой самую многочисленную группу брахиопод в пермский период, составляя 45-70 % всех видов. Подавляющее большинство видов вымерло во время пермско-триасового вымирания, хотя небольшая часть сохранилась до раннего триаса. Многие продуктиды покрыты полыми трубчатыми шипами, характерными для этой группы. Было предложено несколько функций шипов, в том числе защитный механизм от хищников.

## Систематика
Классификация:
Подотряд Chonetidina
- Надсемейство Chonetoidea
  - Семейство Strophochonetidae
  - Семейство Chonostrophiidae
  - Семейство Anopliidae
  - Семейство Eodevonariidae
  - Семейство Chonetidae
  - Семейство Rugosochonetidae
  - Семейство Daviesiellidae

Подотряд Productidina
- Суперсемейство Productoidea
  - Семейство Productellidae
  - Семейство Productidae
- Надсемейство Echinoconchoidea
  - Семейство Echinoconchidae
  - Семейство Sentosiidae
- Надсемейство Linoproductoidea
  - Семейство Linoproductidae
  - Семейство Monticuliferidae
  - Семейство Shrenkiellidae

Подотряд Strophalosiidina
- Надсемейство Strophalosioidea
  - Семейство Strophalosiidae
  - Семейство Chonopectidae
  - Семейство Araksalosiidae
- Надсемейство Aulostegoidea
  - Семейство Aulostegidae
  - Семейство Cooperinidae
  - Семейство Scacchinellidae
- Надсемейство Richthofenioidea
  - Семья Richthofeniidae
  - Семейство Hercosiidae
  - Семейство Cyclacanthariidae
  - Семейство Gemmellaroiidae

Подотряд Lyttoniidina
- Надсемейство Lyttonioidea
  - Семейство Lyttoniidae
  - Семейство Rigbyellidae
- Надсемейство Permianelloidea
  - Семейство Permianellidae